# Le Fantasque
Die Le Fantasque (deutsch: Die Launische) war ein Großzerstörer (franz. Contre-Torpilleurs) der Le-Fantasque-Klasse der französischen Marine und Typschiff ihrer Klasse. Sie überstand den Krieg und wurde erst 1953 aus der Flottenliste gestrichen.

## Maschinenanlage
Die Antriebsanlage der Le Fantasque bestand aus vier Wasserrohrkesseln und zwei Parsons-Turbinen. Diese trieben über zwei Antriebswellen die beiden Schrauben an. Die Maschinen leisteten 74.000 WPS. Damit konnte eine Geschwindigkeit von 37 kn (etwa 67 km/h) erreicht werden.

## Bewaffnung
Die Hauptartillerie der Le Fantasque bestand aus fünf 13,86-cm-Geschützen L/40 des Modells 1929 in Einzelaufstellung. Diese Kanone konnte eine 40,4 Kilogramm schwere Granate über eine maximale Distanz von 19.000 m feuern. Als Flugabwehrbewaffnung verfügte die Le Fantasque bei Indienststellung über vier 3,7-cm-Flugabwehrkanonen (L/60) des Modells 1925 in Einzelaufstellung und vier Maschinengewehre 13,2 mm/76 Hotchkiss M1929 in Doppelaufstellung. Als Torpedobewaffnung verfügte der Zerstörer über neun Torpedorohre in drei Dreiergruppen für den Torpedo 23DT Toulon. Zur U-Boot-Abwehr besaß die Le Fantasque zwei Wasserbombenwerfer am Heck und konnte maximal 40 Seeminen aufnehmen.

## Klassifizierung
Die Le Fantasque wurde als Großzerstörer gebaut und klassifiziert. Aufgrund ihrer Größe und vor allem ihrer Geschwindigkeit wurde sie, wie alle Schiffe der Le-Fantasque-Klasse, am 28. November 1943 als Leichter Kreuzer neu eingestuft. Am 1. Juli 1951 erfolgte für das Schiff die Reklassifizierung zum Schnellen Geleitzerstörer 1. Klasse (frz. destroyer-escorteurs de 1re classe). Obwohl nur in Reserve liegend und nicht mehr fahrbereit, erfolgte 1953 eine erneute Reklassifizierung zur Schnellen Eskorte (frz. escorteur rapide).

## Verbleib
Die Le Fantasque war bis August 1950 im aktiven Flottendienst. Eine vorgesehene umfangreiche Überholung des Schiffes in Bizerte, Französisch Tunesien, wurde aufgrund ihres schlechten Gesamtzustandes nicht durchgeführt. Das Schiff wurde stattdessen in die Reserve versetzt. Im September 1953 wurde die nicht mehr fahrbereite Le Fantasque nach Saint-Mandrier-sur-Mer geschleppt, aufgelegt und im selben Jahr aus der Flottenliste gestrichen. Das Schiff wurde 1958 abgebrochen.